# پارناواز یکم
فَرنَواز یکم یا پارْناوازْ یکم (به گرجی: ფარნავაზი I) پادشاه پادشاهی ایبری در قرن سوم قبل از میلاد، و مخترع خط گرجی بوده است.
به‌نوشتهٔ کتاب زندگی شاهان (حدود سال ۸۰۰ میلادی)، فرنواز نسبی ممتاز داشت که به کارتلوس، نیای افسانه‌ای مردم کارتلی، بازمی‌گشت. عموی پدری او، سامارا، منصب ماماساخلیسی (به‌معنای «پدر خانواده») را در میان قبایل گرجی پیرامون متسختا برعهده داشت. گفته می‌شود مادر فرنواز زنی پارسی از اصفهان بوده است که بنا بر روایت تهمورث باگراتیونی و آنتون یکم گرجی، دختر داریوش سوم، پادشاه هخامنشی معرفی شده است. روایت زندگی فرنواز، هرچند توسط یک نویسندهٔ مسیحی به‌نگارش درآمده، سرشار از نمادهای اسطوره‌ای مشابه فرهنگ ایران باستان است، که بازتابی از پیوندهای فرهنگی و سیاسی تأییدشدهٔ باستان‌شناسی میان ایران و منطقهٔ کارتلی در آن زمان به‌شمار می‌رود. خود نام «فرنواز» نیز نمونه‌ای روشن از این پیوند است، چرا که ریشهٔ آن فر از واژهٔ زبان فارسی فرّه گرفته شده؛ نوعی شکوه ایزدی که نزد ایرانیان باستان نشان مشروعیت سلطنت دانسته می‌شد (← فر).
در سال ۱۳۹۲ خورشیدی، فیلمی دربارهٔ او توسط یک کارگردان گرجی به نام آمیران آمیراناشویلی ساخته شد.

## زندگی
فرنواز فرزند اوپْلُسْ، پسر مْتْسْخِتُسْ، پسر کارْتْلُسْ - که یکی از ۸ پسر تارْگامُسْ، پسر غامِر، پسر یافث، فرزند نوح - بود. روایت‌های زندگی پارناواز انباشته از اساطیر است و به نظر می‌رسد که به عنوان یکی از حقایق تاریخ تا حدودی واقعیت آن محو شده باشد.
فرنواز حقیقی، آغشته به افسانه، یک مدل پدیدار شده از فرمانروایان قبل از مسیحیت در تاریخ گرجستان است.
فرنواز دودمانی مشهور داشت که به کارتلُس می‌رسید. عموی او سامارا مقام کدخدایی طوایف گرجی منطقهٔ متسختا را داشت. مادر پارناواز هم به عنوان زنی اهل ایران از اصفهان گزارش شده است.
ازدواج میان شاهان کارتلی و کاختی با خاندان‌های سلطنتی هخامنشی و بعداً ساسانی ایران مکرر بود. داستان کامل زندگی پارناواز نوشته شده توسط یک مورخ مسیحی به اشاره‌های سری و تصوراتی محدود می‌شود که نشأت گرفته از علاقهٔ آن به ایران باستان است. برخی از بازتاب‌های باستان‌شناسی نیز روابط مبتنی بر فرهنگ و سیاست را بین ایران و گرجستان در آن زمان تأیید می‌کنند.
طبق روایتی افسانه‌ای خانوادهٔ فرنواز در دوران کودکی او از بین رفته بودند و میراث آن‌ها توسط آزُن – حاکم کارتلی منصوب شده توسط اسکندر – غصب شده بود و او بدون حضور والدین خود رشد کرد. روزی پارناواز خواب دید که در حال تدهین خود با عصارهٔ خورشید است و این رؤیا منادی یک تغییر بزرگ بود. او به وسیلهٔ این رؤیا ترغیب به انجام کارهای بزرگ و به تحقق رساندن این رؤیا شد، خود را وقف این کار نموده و دست به ماجراجویی و شکار زد. زمانی که او به دنبال یک آهوی کوهی برای شکار بود، به یک تودهٔ جواهر برخورد کرد که در غاری انباشته شده بود. پارناواز از آن جواهرات برای ترتیب دادن یک لشکر صادقانه در مقابل آزُن ظالم استفاده کرد.
کوجی پادشاه کولخیس مشروط بر ازدواج با خواهر بزرگتر پارناواز او را در این کار مساعدت کرد. معترضان و مخالفان آزُن نیز همراه با ۱٬۰۰۰ نفر از سربازان آزُن با او مشارکت کردند و ادعای استحقاق پیروزی پارناواز را به عنوان یک «آزناوری» (نجیب‌زاده) بر آزُن داشتند.

## سلطنت

قلمرو پادشاهی گرجستان باستان در طول حکومت پارناواز اول

طی نبردهای پیوسته، آزن شکست خورد و کشته شد و پارناواز در سن ۲۷ سالگی پادشاه گرجستان شد.
فرنواز نوعی ساماندهی اداری – نظامی را به وجود آورد که بر مبنای حکومت حاکمان بومی هر منطقه بود که بر طبق آن ساختار کلی حکومتی و سلسله مراتب قدرت به این ترتیب بود:
جنگجویان حرفه‌ای سازماندهی شده از سراسر قلمرو پادشاهی و کشورهای همسایه که هر صد تَن از آنان تحت فرمان فرمانده‌ای موسوم به «آسیستاوی» (سرکردهٔ صد نفر) بودند، آسیستاوی‌ها فرزندان خانواده‌های اشراف بودند که خود تحت فرمان فرمانده‌ای موسوم به «تسیخیستاوی» (سرکردهٔ قلعه) بودند، تسیخیستاوی‌ها فرماندهان پادگان‌های مستقر در قلعه‌های سلطنتی بودند که خود تحت فرمان فرمانده‌ای موسوم به «اریستاوی» (سرکردهٔ مردم) بودند. اریستاوی‌ها که جمعاً ۷ نفر بودند افراد بومی ایالت‌های هفتگانهٔ گرجستان (کولخیس، کاختی، خونانی، سامشویلده، تسوندا، ادزرخه و کلارجتی) بودند که توسط پادشاه برگزیده شده و تحت فرمان شخصی ملقب به سپه سالار بودند و خود سپه سالار نیز مستقیماً از شخص پادشاه فرمان می‌برد.

ایالت‌های قلمرو پادشاهی گرجستان باستان در طول حکومت پارناواز اول

بدیهی است که این تقسیمات کشوری در درجهٔ اول جهت پیشبرد اهداف نظامی و به منظور سازماندهی مردم به منظور تقویت استحکامات دفاعی به کار گرفته شده بود ولی جهت‌گیری این سازماندهی هیچ وقت به سمت مقابله با کشورهای همسایه نبود. پس از نزدیک شدن جمعیت مردم قلمرو پادشاهی به عدد ۶۰۰٬۰۰۰ که شامل جمعیت اسرا، مردم خراجگزار خارج از مرزهای قلمرو پادشاهی و مردم خود گرجستان بود، امکان وجود سپاهی با بیش از ۱۰۰ هزار نیرو وجود داشته، اما بر طبق مستندات، ارتش گرجستان در آن زمان متشکل از حدود ۷۰٬۰۰۰ تَن مرد جنگی بوده است، یعنی ۱۰٬۰۰۰ تَن به ازای هر ایالت.
فرنواز پس از سازماندهی اداری و نظامی گرجستان، شروع به انجام کارهایی با مضمون اجتماعی و فرهنگی نمود. او علاوه بر آبادانی شهرها و روستاهایی که قبلاً توسط اسکندر مقدونی به ویرانی کشیده شده بودند، به دو پروژهٔ عمرانی نیز رسیدگی کرده است که یکی از آن‌ها ساختن تندیسی برای آرمازی (خدای مردم گرجی قبل از مسیحیت) است که بر بلندای کوهی در نزدیکی متسختا و در محوطه‌ای شبیه یک قلعهٔ سلطنتی ساخته شد.
فرنواز در طول حکومت خود مردم طوایف مختلف شمال قفقاز را نیز متحد کرد و با زنی اهل «دزوردزوک» (قومی در قفقاز شمالی) ازدواج کرد تا دزوردزوک‌ها را نیز به اتحادیهٔ گرجستان پیوند دهد. همسر پارناواز به او کمک کرد تا قلمرو پادشاهی اش را با خراجگزار آشفته و متلاطم اش متحد کرده و آن را آرامش ببخشد.
بر طبق نوشته‌های تاریخی گرجستان، پارناواز سیستم نوشتاری گرجی را ابداع کرده و زبان گرجی را زبان رسمی قلمروی پادشاهی خود قرار داد.
مورخین دوران طویل سلطنت پارناواز را ۶۵ ساله نوشته‌اند.
پس از مرگ پارناواز، او را مقابل تندیس آرمازی به خاک سپردند و پسر او سااورماگ جانشین او بر تخت فرمانروایی بر قلمرو پادشاهی گرجستان شد.

## میراث

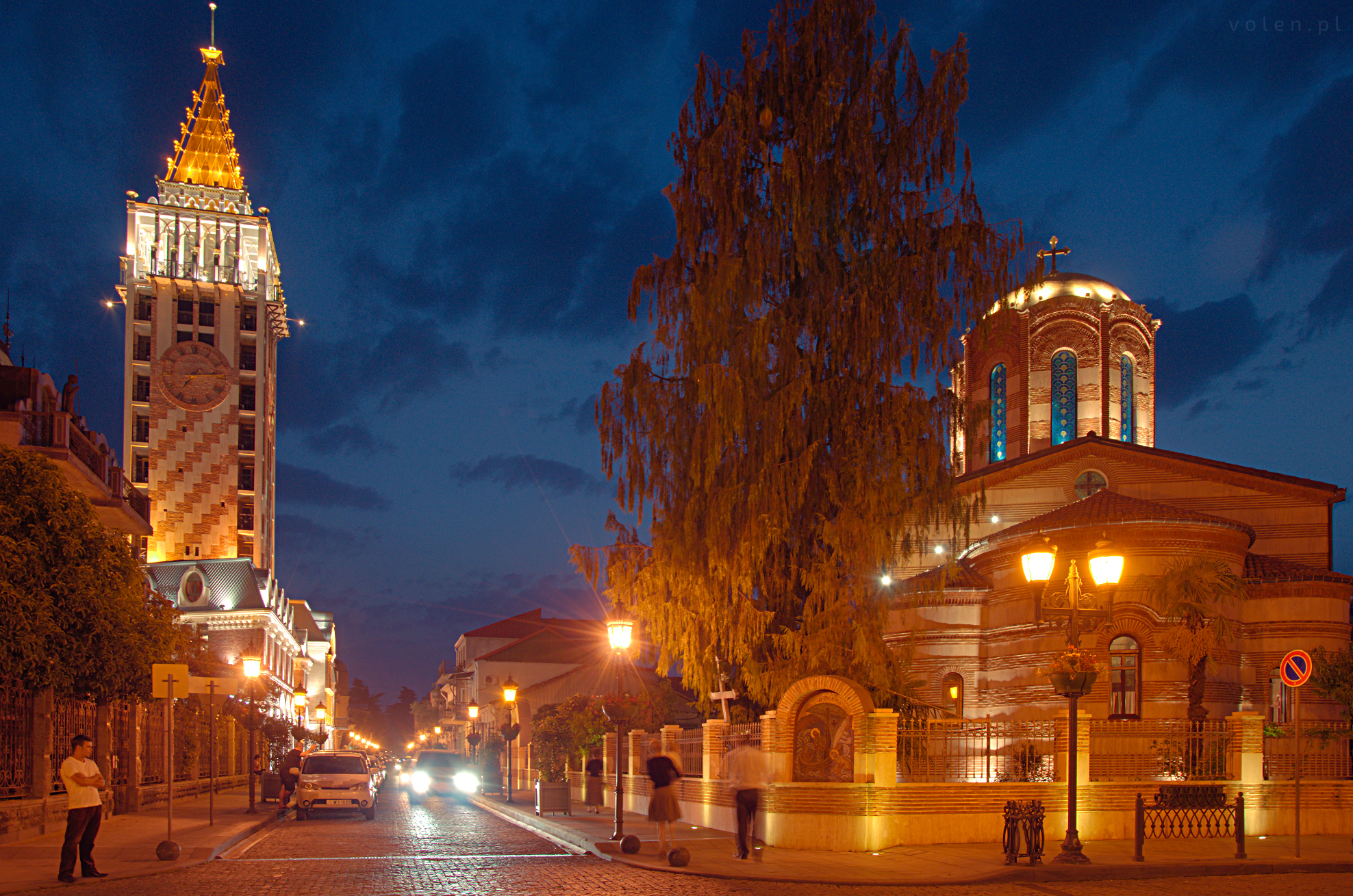
خیابان پارناواز(فرنواز) در باتومی

سومین و آخرین سلسلهٔ حکومتی گرجستان یعنی سلسلهٔ باگراتیونی‌ها مدعی نسبی مستقیم از فرنواز بود. در طول برقراری حکومت پادشاهی در گرجستان همراه با پیوستگی خاندان‌های سلطنتی، تمام پادشاهان گرجستان خود را به عنوان وارث پادشاهی گرجستان باستان موسوم به ایبریا می‌دانند، قلمروی غیرقابل تجزیه‌ای که فرنواز آن را بنا نهاد.
در تفلیس، خیابان و تندیس پادشاه فرنواز وجود دارد. همچنین خیابان‌هایی نام گذاری شده به نام فرنواز در شهرهای باتومی، کوتایسی، خاشوری، گوری، گورجاآنی، ساچخره، زستاپونی و …، چند مدرسه، هتل و … و همچنین تعداد قابل توجهی از گرجی‌ها که نام آن‌ها فرنواز است.